# Мотта-Сант-Анастазия
Мотта-Сант-Анастазия (итал. Motta Sant'Anastasia) — коммуна в Италии, располагается в регионе Сицилия, в провинции Катания.
Население составляет 11 034 человека (2008 г.), плотность населения составляет 309 чел./км². Занимает площадь 36 км². Почтовый индекс — 95040. Телефонный код — 095.
Покровительницей коммуны почитается Анастасия Узорешительница, празднование 25 августа.

## Демография
Динамика населения:

## Администрация коммуны
- Официальный сайт: http://www.comune.mottasantanastasia.ct.it